# Sainte-Dode
Sainte-Dode è un comune francese di 235 abitanti situato nel dipartimento del Gers nella regione dell'Occitania.

## Società

### Evoluzione demografica
Abitanti censiti